# Paganini Experience
Paganini Experience è il primo album in studio del gruppo musicale LatteMiele 2.0, nato dalle ceneri dei Latte e Miele.

## Il disco
L'album comprende due membri della formazione 1974-1980 dei Latte e Miele, ovvero il tastierista Luciano Poltini e il vocalist Massimo Gori. L'album, che comprende otto brani e una suite suddivisa in due composizioni, è un concept con protagoniste le atmosfere classiche della musica del compositore genovese Niccolò Paganini.

## Promozione
L'album è stato presentato per la prima volta l'11 ottobre 2019 al 29 R di Via del Campo.

## Tracce
1. Inno
2. Via del colle
3. L'ora delle tenebre
4. Cantabile 2019
5. Porto di notte
6. Charlotte
7. Danza di luce
8. Angel
9. Cantabile 1835

## Formazione
- Massimo Gori - voce, chitarra, basso
- Marco Biggi - batteria
- Luciano Poltini - piano, organo, tastiere, cori
- Elena Aiello - violino